# Banksia ornata
La  banksia del desierto (Banksia ornata) es una especie del género Banksia.

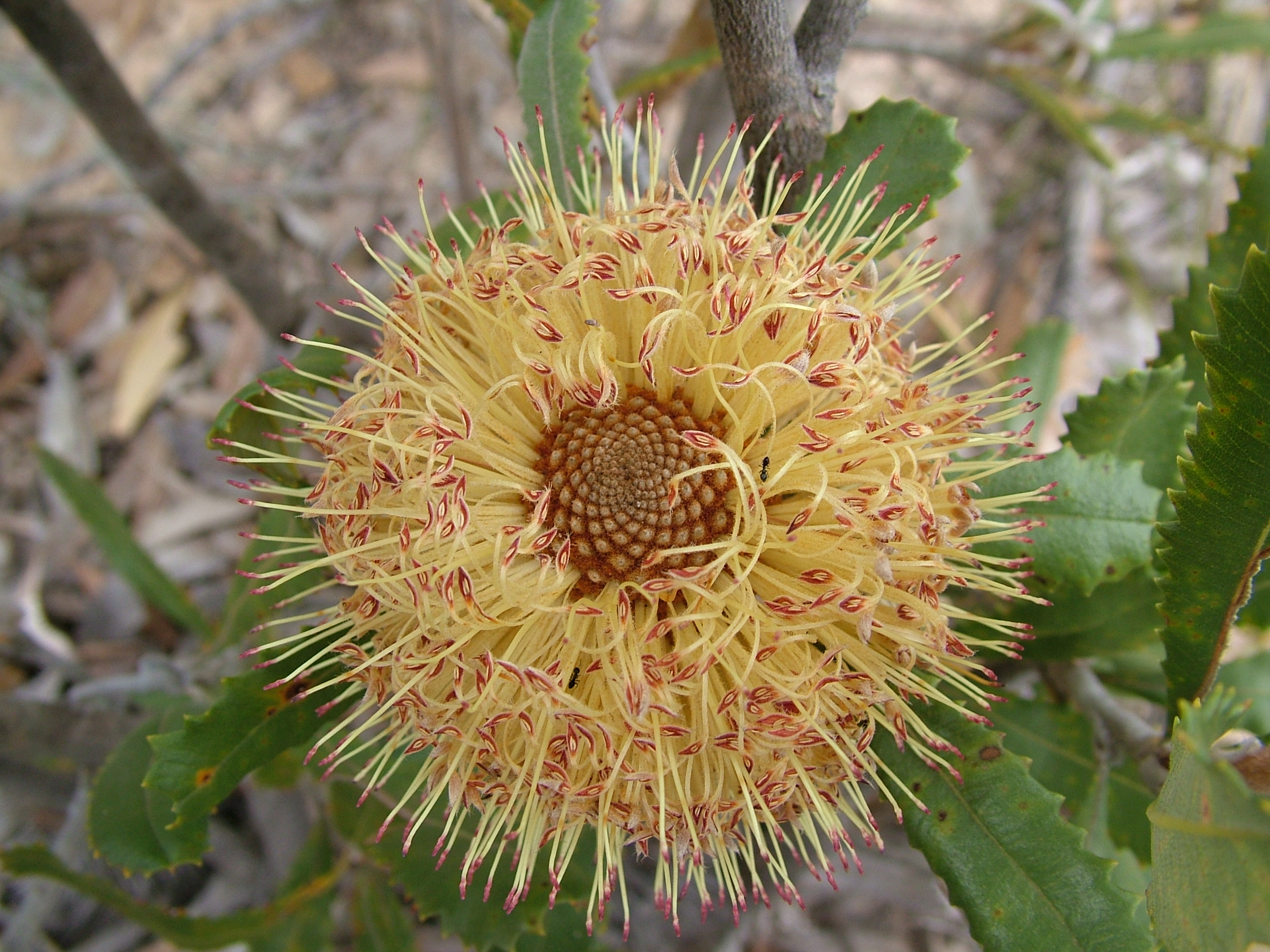
Inflorescencia

## Descripción
Esta especie crece en suelos profundos y arenosos y suele formar un arbusto frondoso y de ramaje bajo de 1,8 m de altura. Sus hojas son verde grisáceo, estrechas, cuneiformes y de dientes apretados. En invierno y primavera aparecen fuertes espigas gris plateado o amarillo pálido ricas en néctar que atraen a las aves y a las abejas. Es fácil de cultivar en suelos arenosos bien drenados y en lugares abiertos y soleados.

## Distribución
Aparece en  el oeste de Victoria, y en el sur de Australia, donde es común en la Península de Eyre,  Isla Canguro y al este de Adelaida, pero parece ausente en la Península de Yorke.

## Taxonomía
Banksia ornata fue descrito por F.Muell ex. Meisn. y publicado en Linnaea 26: 352. 1854.
Etimología
Banksia: nombre genérico que fue otorgado en honor del botánico inglés Sir Joseph Banks, quien colectó el primer espécimen de Banksia en 1770, durante la primera expedición de James Cook.
ornata: epíteto latíno 
Sinonimia
- Sirmuellera ornata Kuntze[2]